# The Blood Brothers
The Blood Brothers fue una banda estadounidense de post-hardcore formada en la Eastside, a las afueras de Seattle, en 1997. El quinteto lanzó cinco álbumes durante su existencia de diez años y dio lugar a numerosos proyectos paralelos a lo largo del camino.

## Origen
Los vocalistas Jordan Blilin y Johnny Whitne, y el batería Marcos Gajadhar formaron la banda a partir de un proyecto musical anterior, Vade, de la cual estaban involucrados cuando 15 años de edad. La unión con el bajista Morgan Henderson y el guitarrista Devin Welch hizo nacer a The Blood Brothers en agosto de 1997. La banda grabó su primer vinilo 7" por $200USD en un sótano al año siguiente. Después de reemplazar a Welch con el guitarrista Cody Votolato, la formación actual se había completado. 
En 2007, la página Punknews.org informó que la banda se tomaría una breve pausa, aunque habían informado inicialmente la situación como una ruptura. La banda se separó oficialmente el 8 de noviembre de 2007.

## Estilo musical
La banda, que ha sido considerada como post-hardcore, es particularmente notable por tener las voces de duelo únicas de Johnny Whitney y Jordan Blilie. Ellos hacen un amplio uso de estilos vocales post-hardcore (como cambios rápidos de cantar a grito agudo) y la instrumentación (por ejemplo, cambios bruscos en metros y los acordes no estándar). El estilo de tocar la guitarra exhibido por Votolato ha cambiado mucho con el tiempo, sobre todo entre el sonido pesado, discordante de ...Burn, Piano Island, Burn y las líneas minimalistas de plomo en Crimes, donde la energía de la batería y voces tiende a compensar la falta de distorsión gruesa. La voz de Whitney ha evolucionado arrastrando las palabras venenosas en Este adulterio está maduro a los chillidos agudos ( "como un niño que está siendo torturado según el mismo citado sarcásticamente , mientras que la voz de Blilie ha crecido más distintivo, manteniendo el mismo bajo, robusto ferocidad. La banda ha citado a Drive Like Jehu, Gang of Four, Botch y Antioch Arrow, entre otras influencias.

## Miembros
Última formación
- Jordan Blilie – voces, guitarras, piano (1997–2007, 2014)
- Johnny Whitney – voces, piano, teclados, programación (1997–2007, 2014)
- Mark Gajadhar – batería, percusión (1997–2007, 2014)
- Morgan Henderson – bajo, guitarras, teclados, coros (1997–2007, 2014)
- Cody Votolato – guitarras, percusión, coros (1999–2007, 2014)

Miembros anteriores
- Devin Welch – guitarras (1997–1999)

## Discografía
Álbumes
- This Adultery Is Ripe (2000)
- March on Electric Children (2002)
- ...Burn, Piano Island, Burn (2003)
- Crimes (2004)
- Young Machetes (2006)

EPs
- The Blood Brothers (1997)
- Home Alive '98 split 7" con Stiletto (1998)
- Dynamic Sound! split 7" con Milemarker (1999)
- Rumors Laid Waste (2003)
- Love Rhymes with Hideous Car Wreck (2005)

Singles
- "Ambulance vs. Ambulance" (2003)
- "Love Rhymes with Hideous Car Wreck" (2004)
- "Laser Life" (2006)
- "Set Fire to the Face on Fire" (2007)

## Videografía
Videos musicales
- "Ambulance vs. Ambulance" (2003)
- "Love Rhymes with Hideous Car Wreck" (2004)
- "Laser Life" (2006)
- "Set Fire to the Face on Fire" (2007)

DVD
- Jungle Rules Live (2003)
- This Is Circumstantial Evidence (2003)
- The Fest 3 (2004)